# Евард Монкер
Евард Монкер  (англ. Avard Moncur, 2 листопада 1978) — багамський легкоатлет, олімпійський медаліст.

## Виступи на Олімпіадах
| Олімпіада   | Дисципліна              | Місце     |
| ----------- | ----------------------- | --------- |
| Сідней 2000 | біг на 400 метрів       | 5 h1 r3/4 |
| Сідней 2000 | естафета 4 x 400 метрів | 3         |
| Пекін 2008  | естафета 4 x 400 метрів | 2         |